# Деньгівське лісництво
Деньгі́вське лісництво — структурний підрозділ Золотоніського лісового господарства Черкаського обласного управління лісового та мисливського господарства.
Офіс знаходиться у с. Деньги, Золотоніський район, Черкаська область

## Історія
Першу згадку про Деньгівське лісництво віднайдено за 1945 рік. У штаті лісництва тоді працювали: лісничий, помічник лісничого, 2 об'їздчики, 10 лісників, бухгалтер, конюх-кучер та 25 постійних робітників. Площа лісництва на той час складала 3659 га.

## Лісовий фонд
Лісництво розташоване в Золотоніському районі на площі 6672 га. Площа, вкрита лісовою рослинністю — 6025 га. Середній ік насаджень — 60 років. Середній бонітет — 2 одиниці. Загальний запас деревини — 1471,38 тис. м куб. Середній запас деревини на 1 га — 244,21 м куб.
Розподіл за породами: сосна — 61 %, вільха — 18 %, дуб — 12 %, інші породи — 9 %.

## Об'єкти природно-заповідного фонду
У віданні лісництва перебувають об'єкти природно-заповідного фонду:
- ботанічний заказник місцевого значення Тамарівський.

## Галерея

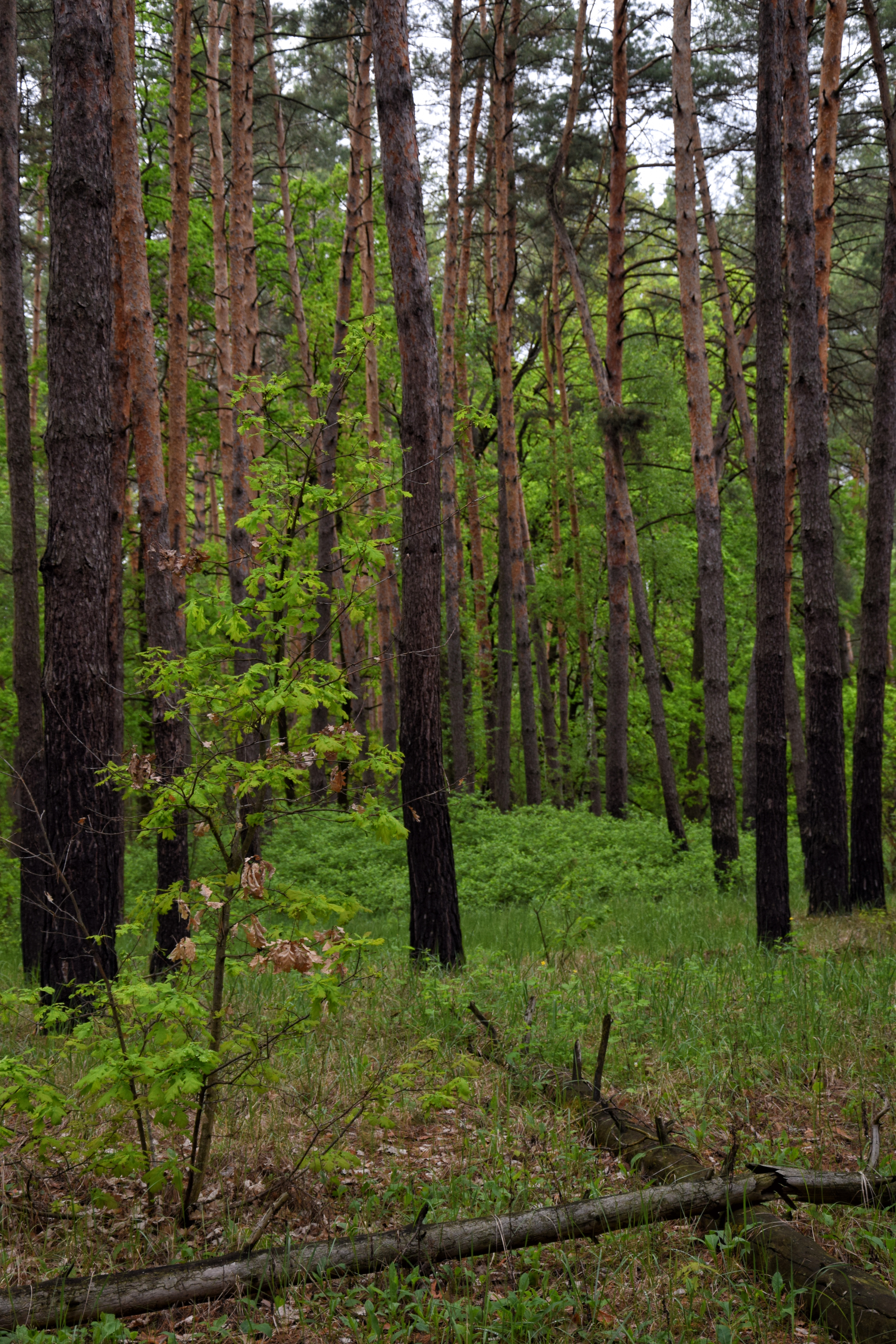
Ліс у Тамарівському заказнику
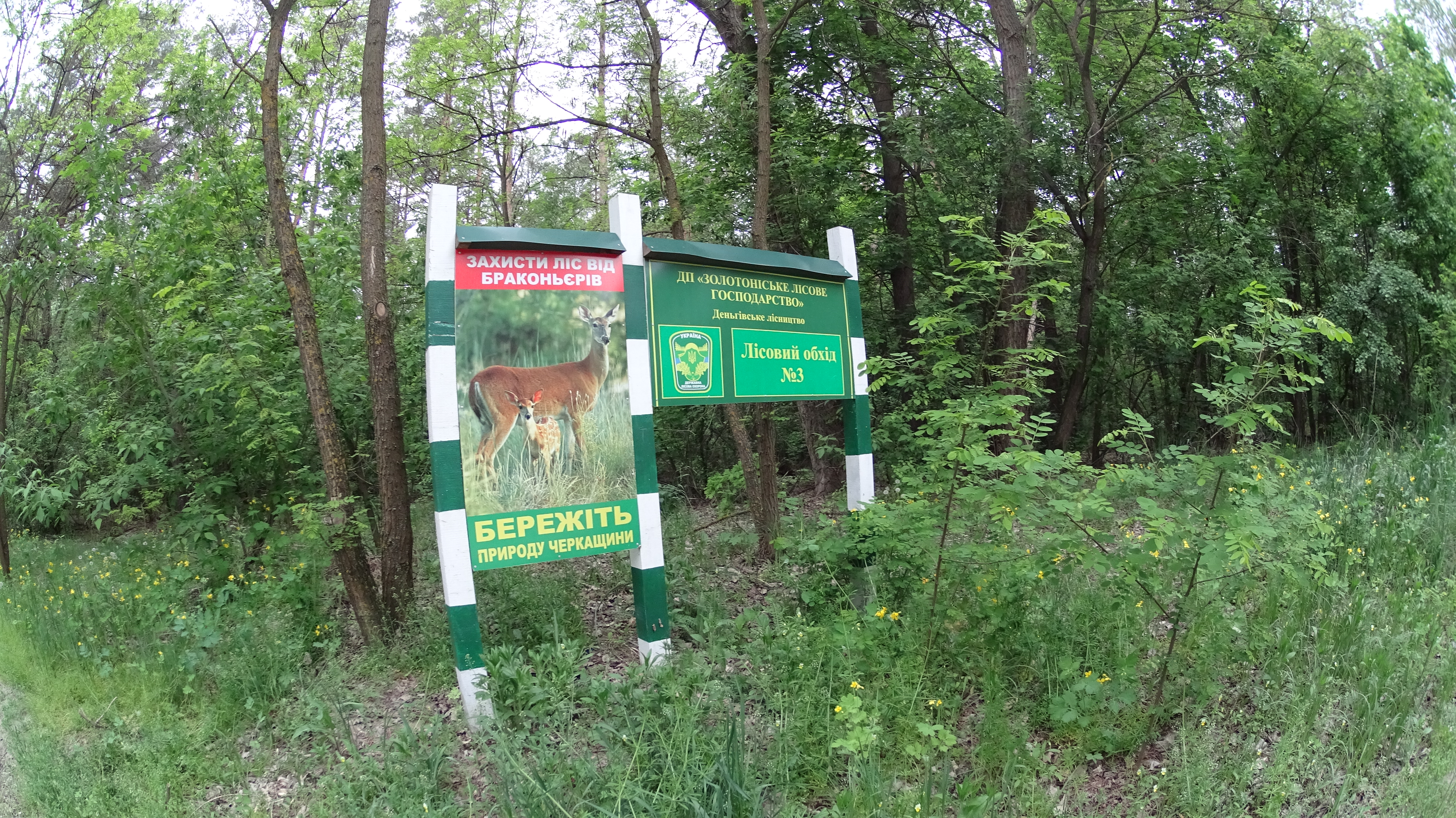
Лісовий обхід № 3
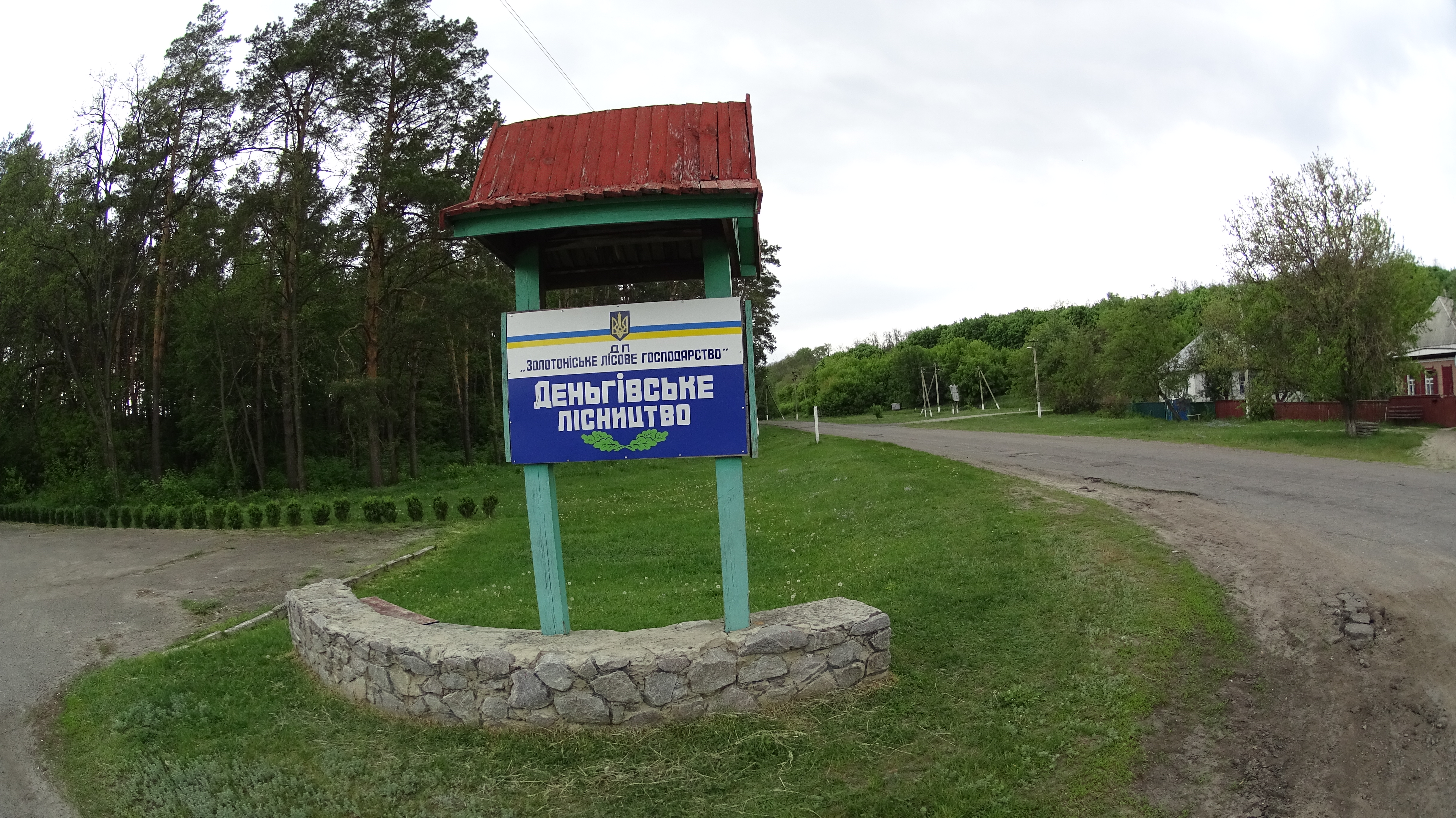